# Jérôme Potier
Pour les articles homonymes, voir Potier.
Jérôme Potier, né le 18 juillet 1962 à Rennes, est un joueur et entraîneur français de tennis.

## Carrière
no 3 français en fin d'année 1989.
Après sa retraite de joueur en 1990, il est devenu entraîneur. Il s'est notamment occupé de Julien Varlet, de Gilles Simon et de Thierry Ascione. Depuis 2022 il entraîne Harold Mayot.

## Palmarès

### Finales en simple messieurs
| No | Date       | Nom et lieu du tournoi | Catégorie       | Dotation  | Surface      | Vainqueur        | Score    |  |
| -- | ---------- | ---------------------- | --------------- | --------- | ------------ | ---------------- | -------- |  |
| 1  | 11-04-1988 | Swatch Open, Nice      | GP World Series | 115 000 $ | Terre (ext.) | Henri Leconte    | 6-2, 6-2 |  |
| 2  | 17-04-1989 | Swatch Open, Nice      | GP World Series | 140 000 $ | Terre (ext.) | Andrei Chesnokov | 6-4, 6-4 |  |

### Finale en double messieurs
| No | Date       | Nom et lieu du tournoi               | Catégorie    | Dotation  | Surface      | Vainqueurs                 | Partenaire | Score         |  |
| -- | ---------- | ------------------------------------ | ------------ | --------- | ------------ | -------------------------- | ---------- | ------------- |  |
| 1  | 21-05-1990 | Tournoi de tennis de Bologne Bologne | World Series | 225 000 $ | Terre (ext.) | Gustavo Luza Udo Riglewski | Jim Pugh   | 7-6, 4-6, 6-1 |  |

## Parcours en Grand Chelem

### En simple
Jusqu'en 1986, l'Open d'Australie se déroule en fin d'année :
| Année | Roland-Garros   | Roland-Garros    | Wimbledon       | Wimbledon    | US Open        | US Open       | Open d'Australie | Open d'Australie  |
| ----- | --------------- | ---------------- | --------------- | ------------ | -------------- | ------------- | ---------------- | ----------------- |
| 1981  | 1er tour (1/64) | Hans Simonsson   | -               | -            | -              | -             | 2e tour (1/16)   | Shlomo Glickstein |
| 1982  | 1er tour (1/64) | Carlos Castellan | 1er tour (1/64) | David Carter | 2e tour (1/32) | Tom Gullikson | -                | -                 |
| 1983  | 1er tour (1/64) | Dominique Bedel  | -               | -            | -              | -             | -                | -                 |
| 1984  | -               | -                | -               | -            | -              | -             | -                | -                 |
| 1985  | 3e tour (1/16)  | Ivan Lendl       | -               | -            | -              | -             | -                | -                 |
| 1986  | 1er tour (1/64) | Boris Becker     | -               | -            | -              | -             |                  |                   |

L'Open d'Australie se déroule en premier (à partir de 1987) et sur dur (à partir de 1988) :
| Année | Open d'Australie | Open d'Australie     | Roland-Garros   | Roland-Garros   | Wimbledon       | Wimbledon      | US Open         | US Open       |
| ----- | ---------------- | -------------------- | --------------- | --------------- | --------------- | -------------- | --------------- | ------------- |
| 1987  | -                | -                    | 1er tour (1/64) | Guillermo Vilas | -               | -              | -               | -             |
| 1988  | 3e tour (1/16)   | Christian Saceanu    | 2e tour (1/32)  | Kent Carlsson   | 1er tour (1/64) | Kelly Evernden | -               | -             |
| 1989  | -                | -                    | 3e tour (1/16)  | Lawson Duncan   | -               | -              | 1er tour (1/64) | Bryan Shelton |
| 1990  | 1er tour (1/64)  | Christo van Rensburg | 1er tour (1/64) | Jonas Svensson  | -               | -              | -               | -             |

## Classement ATP en fin de saison

### Simple
| Année | 1982 | 1983 | 1984 | 1985 | 1986 | 1987 | 1988 | 1989 | 1990 |
| Rang  | 277  | 310  | 235  | 126  | 339  | 119  | 162  | 68   | 187  |

### Double
| Année | 1982 | 1983 | 1984 | 1985 | 1986 | 1987 | 1988 | 1989 | 1990 |
| Rang  | 235  | 818  | nc   | 793  | 290  | 199  | 157  | 310  | 280  |